# Antonio Zamara
Antonio Zamara (* 2. April 1823 in Mailand; † 12. November 1901 in Wien) war ein österreichischer Musiker und Komponist.

## Leben
Der Sohn eines k. u. k. Beamten studierte am Konservatorium in Mailand, ging zu Beginn der 1840er-Jahre nach Wien und studierte dort bei Simon Sechter Komposition. Von 1842 bis 1892 war er Mitglied des Hofopernorchesters. Als Professor am Konservatorium der Gesellschaft der Musikfreunde in Wien prägte er maßgeblich die Wiener Harfentradition.
Seine Kinder Johanna (1854–1916), Therese (1856–1927) und Alfred (1863–1940) waren ebenfalls Musiker.

## Ehrungen
- Zivil-Verdienstkreuz (1892)
- Ritter des italienischen Kronenordens
- Offizier des montenegrinischen Danilo-Ordens
- Goldene Ehrenmedaille für Kunst und Wissenschaft von Hannover